# آریتزو
آریتزو (به ایتالیایی: Aritzo) یک کومونه در ایتالیا است که در استان نیورو واقع شده‌است.

## خصوصیات
آریتزو ۷۵٫۷ کیلومترمربع مساحت و ۱٬۴۴۵ نفر جمعیت دارد.